# Erdbeben im Indischen Ozean 2004

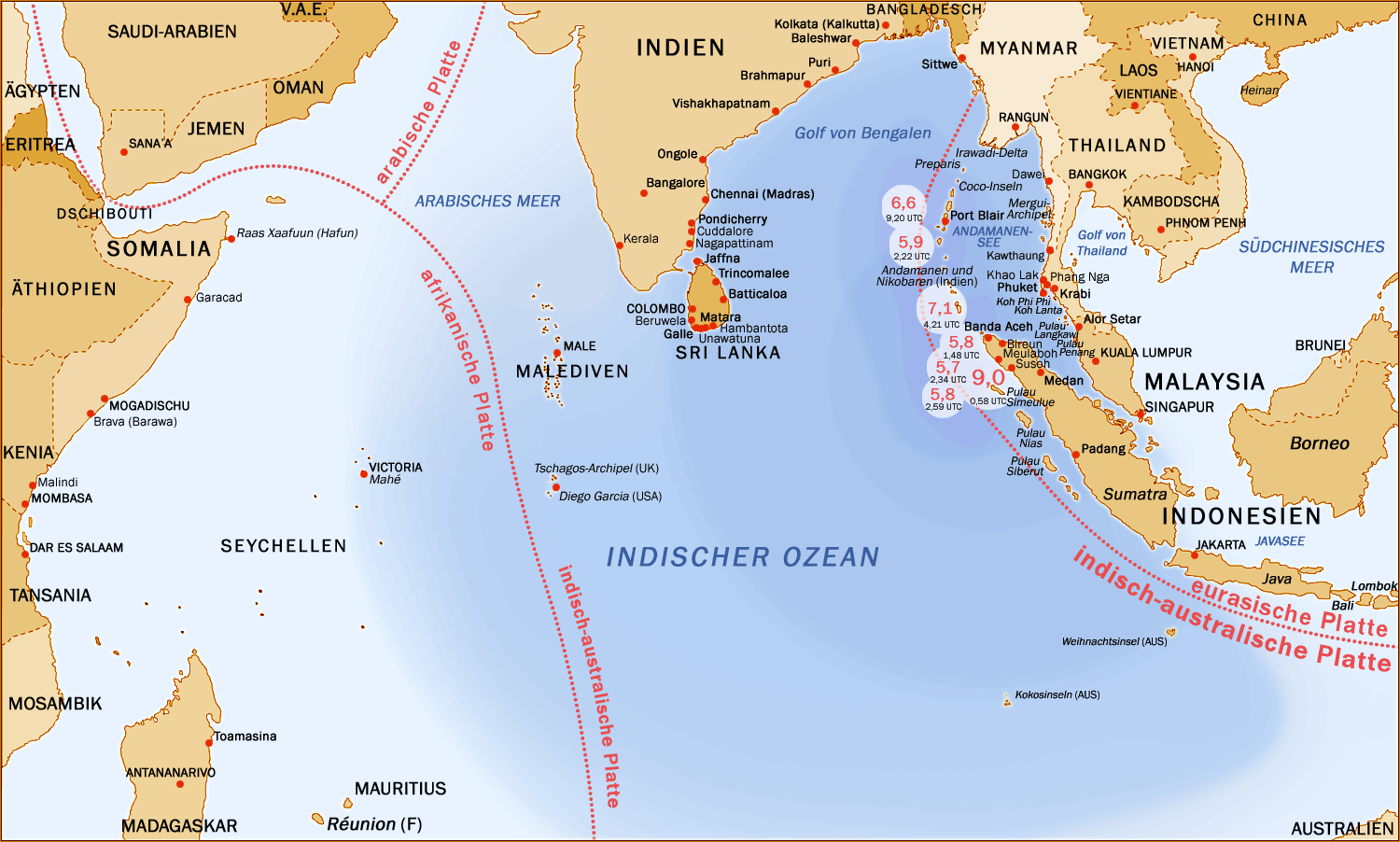
Epizentren und betroffene Küsten

Das Erdbeben im Indischen Ozean – auch Sumatra-Andamanen-Beben genannt – am 26. Dezember 2004 um 00:58 Uhr UTC (07:58 Uhr Ortszeit in West-Indonesien und Thailand) war ein unterseeisches Megathrust-Erdbeben mit einer Magnitude von 9,1 und dem Epizentrum 85 km vor der Nordwestküste der indonesischen Insel Sumatra. Es war das drittstärkste jemals aufgezeichnete Beben und löste eine Reihe verheerender Tsunamis an den Küsten des Indischen Ozeans aus. An den Stränden waren zu dieser Zeit viele Menschen zum Sonnen und Baden. Insgesamt starben durch das Beben und seine Folgen etwa 230.000 Menschen. Die Tsunamis waren damit die tödlichsten aller Zeiten. Über 110.000 Menschen wurden verletzt, über 1,7 Millionen Küstenbewohner rund um den Indischen Ozean wurden obdachlos.
Allein in Indonesien starben rund 165.000 Menschen, weitere Zehntausende in Sri Lanka, Indien und Thailand. Unter den Toten waren auch etwa 2.000 ausländische Touristen, die an den betroffenen Küstenabschnitten ihren Weihnachtsurlaub verbracht hatten, die Hälfte davon aus Schweden und Deutschland. Das Ereignis wurde im Vergleich zu vorherigen Naturkatastrophen dieser Schwere außergewöhnlich gut dokumentiert, da viele dieser Urlauber eine Video- oder Digitalkamera zur Hand hatten.

## Entstehung und Stärke

### Ursache
Vor Sumatra, den Nikobaren und den Andamanen schiebt sich die Indisch-Australische Platte, die einen großen Teil des Indischen Ozeans umfasst, in einer ca. 1.000 Kilometer langen Bruchzone im Durchschnitt mit etwa 33 mm pro Jahr in Richtung Nordosten unter die eurasische Platte.
Durch das Unterwandern der Plattengrenzen bauten sich in der Subduktionszone Spannungen auf, die sich schlagartig mit Erdbeben entladen haben. Wissenschaftler sind der Meinung, dass der Tsunami entstand, als ein Teil der Burma-Platte, der von der absinkenden indischen Platte nach unten gezogen wurde, nach oben zurückschnellte und so enorme Energie auf das darüberliegende Wasser übertrug. Zusätzlich wird vermutet, dass Unterwasser-Erdrutsche den Effekt noch verstärkten. Einige dieser Erdrutsche waren 2 Kilometer lang und 100 Meter hoch.
Direkter Auslöser dieses Erdbebens war möglicherweise ein Beben zwei Tage zuvor am anderen Ende der indo-australischen Platte. Dieses „seit 1924 stärkste Beben in der Region“ hatte die Stärke 8,1; das Epizentrum lag zwischen Australien und der Antarktis, rund 500 Kilometer nördlich von der Macquarieinsel. „Man kann vermuten, dass das Beben auf der einen Seite der Platte eine unausgeglichene Situation auf der anderen Seite verursacht hat, was zu diesem riesigen unterseeischen Erdbeben in Asien geführt hat“, sagte Cvetan Sinadinovski vom Institut Geoscience Australia in Canberra. Darüber sind sich die Experten immer noch nicht ganz einig.

### Stärke
Beim Erdbeben vor Sumatra betrug die Stärke 9,1 (Mw) und die freigesetzte Energie rund 475 Megatonnen TNT (fast zehnmal so viel wie die stärkste Atombombe aller Zeiten). Es war das drittstärkste zum damaligen Zeitpunkt aufgezeichnete Beben in der Geschichte. Im Februar 2005 sprachen sich Geologen der Northwestern University nach Analyse weltweiter Seismografen-Aufzeichnungen für eine Korrektur der Bebenstärke von 9,0 auf 9,3 aus.
Damit wäre das Beben dreimal stärker als bisher angenommen und das zweitstärkste seit Beginn seismischer Messungen. Jedoch sind die früheren Messungen (damals auf der Richter-Skala) mit den heutigen Verfahren der Momenten-Magnitude nur bedingt vergleichbar. Von Behörden, wie etwa der USGS, wurde die Korrektur in dieser Form nicht bestätigt. Das USGS änderte die Magnitude im Juli 2006 von Mw 9,0 auf Mw 9,1.

### Tsunami und Nachbeben
Nachdem in vielen Gebieten zuerst ein Wellental die Küste erreicht hatte, trafen mindestens zwei, an einigen Orten bis zu sechs Flutwellen mit steigender Wellenhöhe auf die Küsten und drangen unter teilweise großer Zerstörungswirkung mehrere Kilometer ins Landesinnere vor.
Zwischen dem Beben und den ersten Tsunamiwellen vergingen zwischen 20 Minuten (in Indonesien und auf den Andamanen und Nikobaren), zwei Stunden (Thailand, Sri Lanka), 2–6 Stunden (Indien, Myanmar und Bangladesch) und mehr als sechs Stunden (Somalia, Südafrika). Damit betrug die Geschwindigkeit der Wasser-Druckwelle auf dem Meer, wie für einen Tsunami typisch, mehrere hundert Kilometer pro Stunde, ehe sie mit abflachender Meerestiefe bzw. mit dem Erreichen der Küste an Geschwindigkeit abnahm.
Zwischen den Einzelwellen flutete das Wasser zum Meer zurück und entfaltete auch dabei typische Wirkungen durch den Sog: Mitnehmen schwimmfähiger Gegenstände und Personen. Die meisten groben Zerstörungen an Häusern wurden allerdings von den vorrückenden Wellen verursacht. Die Straßen in bebauten Gebieten wurden regelrecht zu Kanälen, in denen ein Konglomerat aus Wasser, Autos und Gebäudetrümmern erst landeinwärts und dann wieder Richtung Meer floss.
In den nächsten Tagen folgten täglich etwa 25 Nachbeben mit Stärken um 5,5. Bei den Nikobaren ereignete sich drei Stunden nach dem Hauptbeben ein Nachbeben der Stärke 7,1. Ein großes Nachbeben in der Region ereignete sich drei Monate später am 28. März 2005 mit einer Stärke von 8,7 auf Sumatra (siehe Erdbeben vor Sumatra 2005), wenig später auch auf Nias.

#### Wellenhöhen bzw. Wasseranstieg
- Sumatra (Indonesien)[9][10]

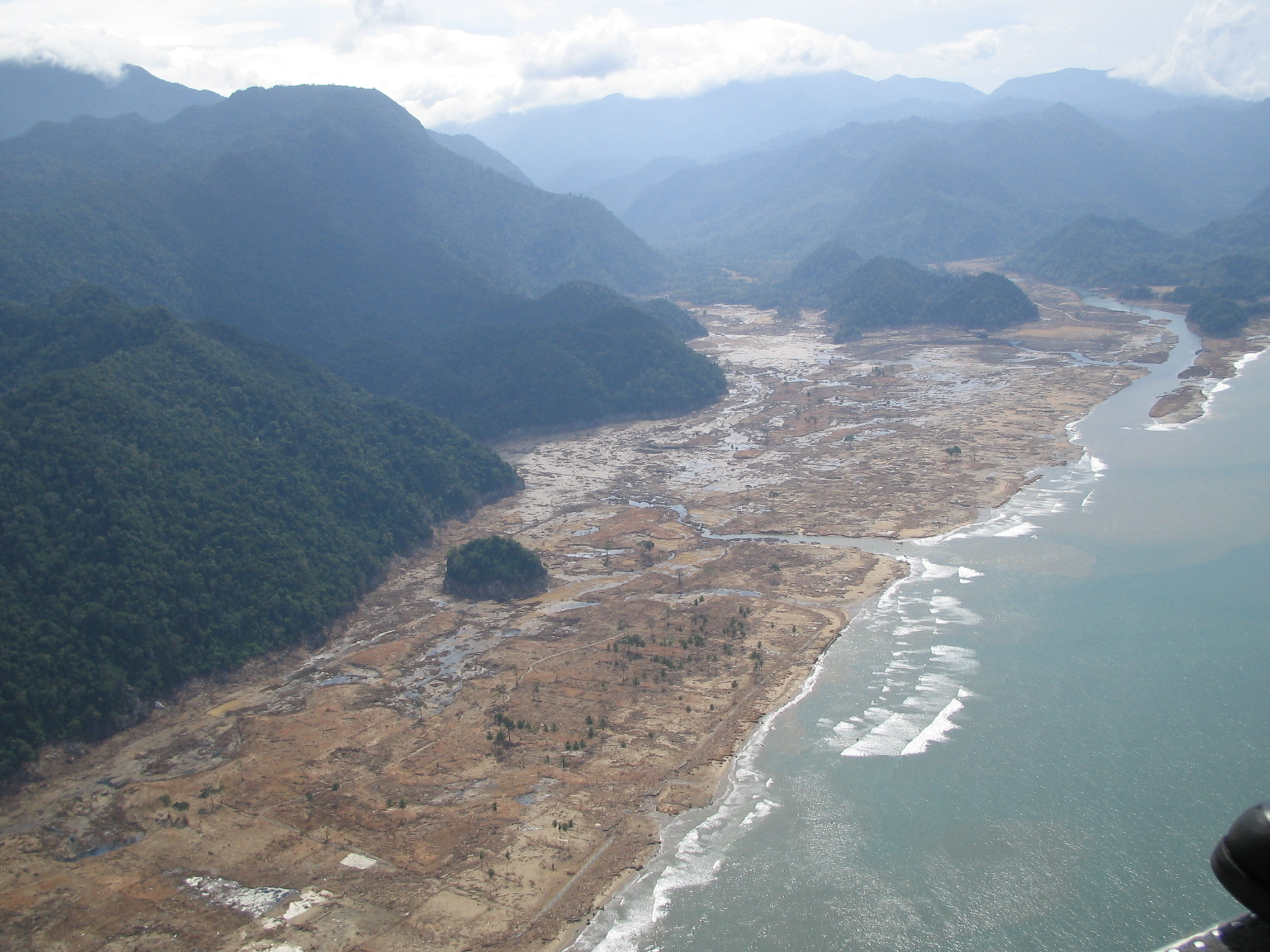
Küstenabschnitt von Leupung nach dem Tsunami in der Provinz Aceh, Indonesien

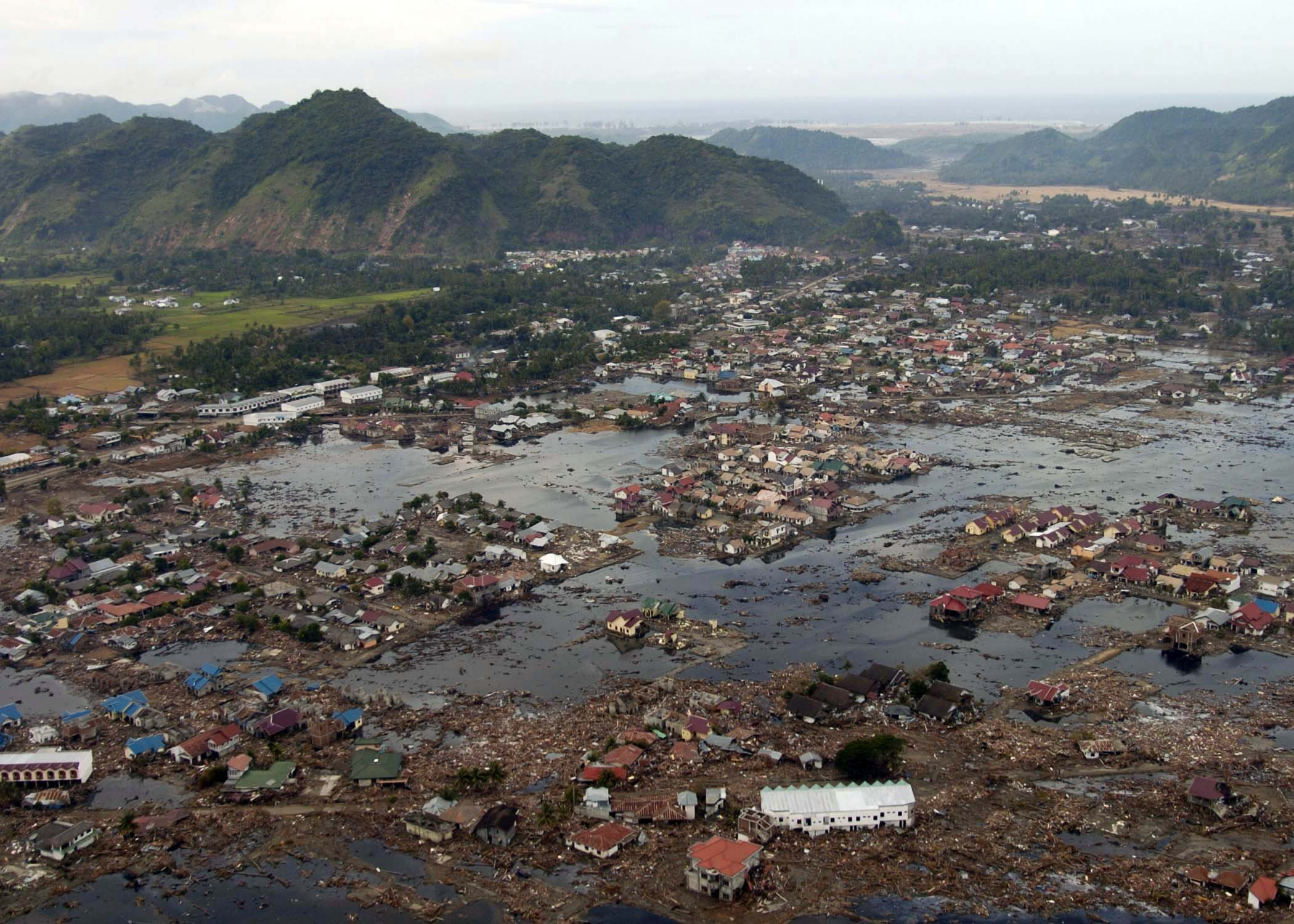
Südwestlicher Vorort von Banda Aceh, Indonesien. Im oberen Bildabschnitt ist die Küste bzw. das Meer zu erkennen. Dort lag bzw. liegt Lhoknga. Foto der US-Marine vom 2. Jan. 2005.

  - 6–12 Meter an der Nord- und Ostküste in der Provinz Aceh
  - 15–30 Meter an der Westküste in der Provinz Aceh, bspw. bei Lhoknga unweit von Banda Aceh
    - Im Küstenabschnitt zwischen Lhoknga und dem Bezirk Leupung erreichte das Meer einen Berg- bzw. Landabschnitt in 51 Metern Höhe.[11][12]
- Thailand:
  - 6–10 Meter bei Khao Lak
  - 3–6 Meter an der West- und Südküste der Insel Ko Phuket
  - 15–19,6 Meter bei Ko Phra Thong[1]
- Sri Lanka: 4–10 Meter mit Spitzen bis zu 12 Metern im Distrikt Hambantota[13]
- Andamanen und Nikobaren: 4–8 Meter, mit einer Spitze von bis zu 12 Metern auf Little Andaman[14]
- Indien: 2–5 Meter mit Spitzen bis zu 10 Metern an der Küste des Bundesstaates Tamil Nadu, bspw. bei Karaikal[15]
- Malediven: 1–3 Meter, mit bis zu 4 Meter auf dem Kolhumadulu-Atoll
- Myanmar: bis zu 3 Meter[16]
- Somalia: 4–9 Meter

## Geophysikalische Folgen
Forscher des Jet Propulsion Laboratory der NASA vermuten, dass sich durch die Verlagerung der tektonischen Platten die Erdrotation beschleunigt haben könnte. Aufgrund der bei dem Beben bewegten Erdmasse komme man rechnerisch darauf, dass die Länge eines Tages um 2,68 Mikrosekunden kürzer geworden sei. Außerdem habe sich die Erdachse bei dem Beben durch die geänderte Masseverteilung um rund zweieinhalb Zentimeter verlagert. Die Veränderungen werden von den Experten aber als nicht bedeutsam eingestuft, da die Erdpole ohnehin eine variable Kreisbahn von rund zehn Metern zögen. Ferner wurde die eurasische Platte um einen Zentimeter emporgehoben und um zwei Zentimeter nach Norden verschoben, glitt aber nach wenigen Minuten wieder in ihre Ausgangslage zurück.
Eine weitere Folge der Verschiebung der tektonischen Platten ist das Versinken von 15 kleineren der 572 Inseln der Andamanen und Nikobaren unter den Meeresspiegel. Darüber hinaus wurden die Nikobaren und die vor der Nordwestküste Sumatras dem Epizentrum am nächsten gelegene Simeuluë-Insel etwa 15 Meter in südwestliche Richtung verschoben.

## Todesopfer und Zerstörungen

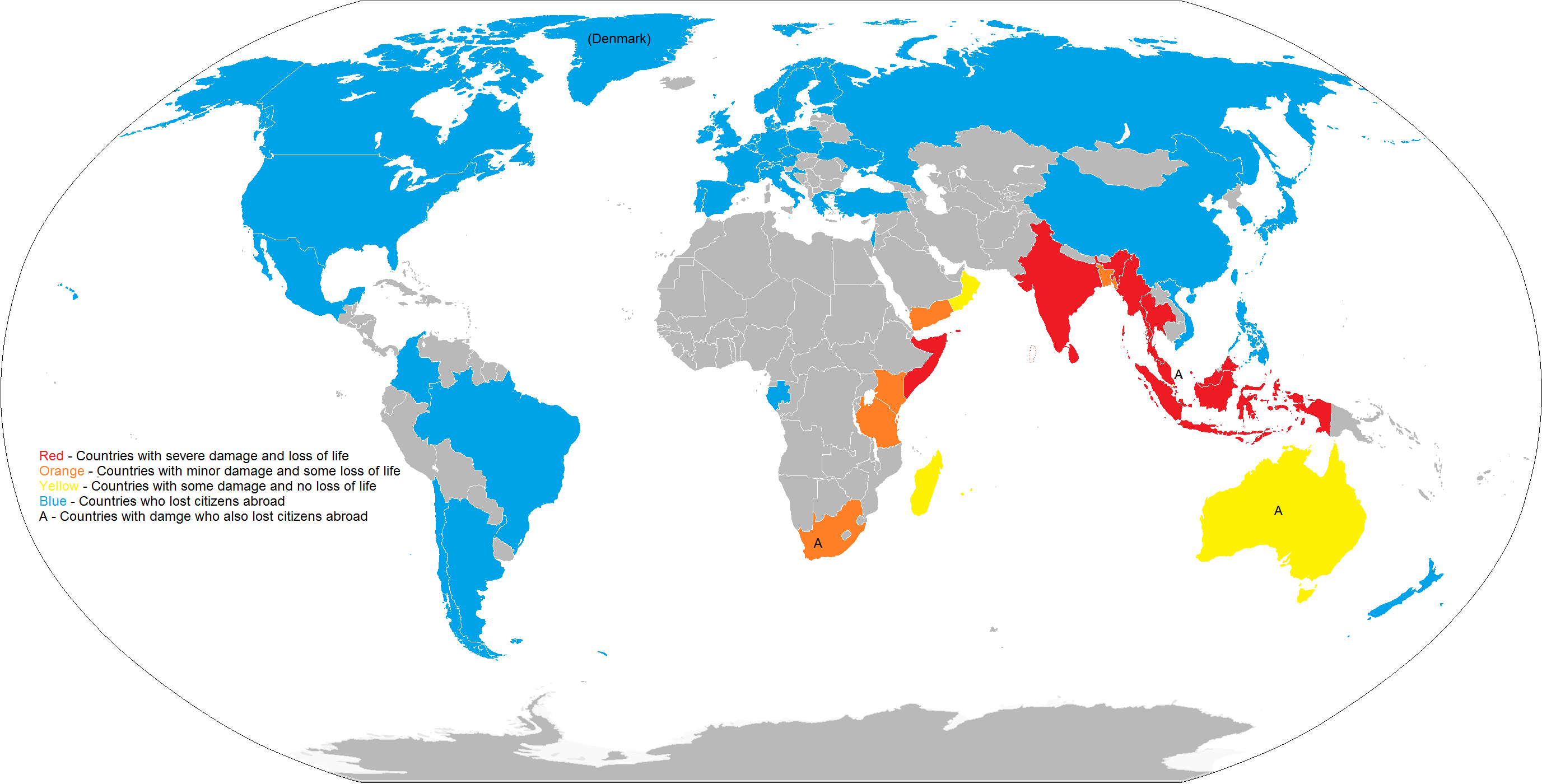
Vom Tsunami direkt oder indirekt betroffene Staaten
Staaten mit hohen Infrastrukturschäden und Todesopfern innerhalb eigener Staatsgrenzen
Staaten mit moderaten Infrastrukturschäden und Todesopfern innerhalb eigener Staatsgrenzen
Staaten mit moderaten Infrastrukturschäden und ohne Todesopfer innerhalb eigener Staatsgrenzen
Staaten ohne Infrastrukturschäden, mit eigenen Todesopfern abseits eigener Staatsgrenzen

Die genaue Zahl der Toten lässt sich nicht feststellen. Aus Furcht vor Seuchen wurden viele Opfer ohne genaue Zählung rasch in Massengräbern beerdigt. Sowohl der direkten Einwirkung der Flutwellen als auch ihren Folgeerscheinungen fielen Menschen zum Opfer. So wurden fast alle Trinkwasserquellen der betroffenen Gebiete durch das Unglück verunreinigt.
| Land         | Tote (bestätigt) | Tote (geschätzt) | Verletzte | Vermisste   | Wohnungslose (engl. Displaced) |
| ------------ | ---------------- | ---------------- | --------- | ----------- | ------------------------------ |
| Indonesien   | 131.029          | 131.029–166.334  | 76.712    | ≈35.300     | 566.898                        |
| Sri Lanka    | 35.322           | bis zu 35.262    | 21.411    | 4.093       | 519.063                        |
| Indien       | 12.407           | 12.407–16.389    | k. A.     | 3.982       | 647.599                        |
| Thailand     | 5.395            | 5.395–8.240      | 8.457     | 2.817/2.845 | 58.550                         |
| Somalia      | 176              | 176–289          | k. A.     | ca. 150     | 5.000                          |
| Myanmar      | 90               | 400–600          | 43        | k. A.       | 2.592                          |
| Malediven    | 82               | bis zu 108       | 1.113     | 26          | 21.663                         |
| Malaysia     | 69               | bis zu 74        | 767       | 5           | 8.000                          |
| Tansania     | 10               | 10               | —         | —           | —                              |
| Seychellen   | 3                | 3                | 57        | —           | 200                            |
| Bangladesch  | 2                | 2                | —         | —           | —                              |
| Jemen        | 2                | 5                | —         | —           | —                              |
| Südafrika    | 2                | 2                | —         | —           | —                              |
| Kenia        | 1                | 1                | —         | —           | —                              |
| Diego Garcia | 1                | 1                | 2         | —           | —                              |

| Staatsangehörigkeit | Tote (bestätigt)               | Verletzte | Vermisste |
| ------------------- | ------------------------------ | --------- | --------- |
| Indonesien          | 130.736                        |           |           |
| Sri Lanka           | 31.229                         |           |           |
| Indien              | 10.749                         |           | 3.874     |
| Thailand            | 2.232                          | 6.065     | 2.023     |
| Schweden            | 543                            |           |           |
| Deutschland         | 539                            |           |           |
| Finnland            | 179                            |           |           |
| Großbritannien      | 143                            |           |           |
| Somalia             | ?                              |           |           |
| Schweiz             | 106                            |           |           |
| Frankreich          | 95                             |           |           |
| Österreich          | 86                             |           |           |
| Norwegen            | mind. 79 (79 Tote in Thailand) |           |           |

Anmerkungen
1. ↑  ohne südafrikanische Bürger, die in anderen Ländern gestorben sind, z. B. als Touristen in Thailand
2. 1 2 3 4 5 6 7 8  In Thailand starben laut thailändischem Ministerium (Stand 29. August 2005) mindestens 2.436 Ausländer aus 37 Ländern, von denen am 29. August 2005 erst 1.699 identifiziert waren. Von diesen waren 492 Schweden, 467 Deutsche, 157 Finnen, 82 Schweizer, 79 Norweger, 78 Briten, 69 Österreicher, 62 Franzosen, 37 Dänen, 27 Niederländer, 19 Italiener, je 15 US-Amerikaner und Kanadier, 13 Japaner, 12 Australier, je 10 kamen aus China und Singapur, 6 aus Südkorea, je 5 aus Tschechien und Polen, je 4 aus Portugal, Belgien und den Philippinen, je 3 aus Estland, Irland, Südafrika und Neuseeland, je 2 aus dem direkt stark betroffenen Myanmar, aus Israel, Luxemburg, Russland, Spanien und der Ukraine und je 1 aus Griechenland, Ungarn, (Rest-)Jugoslawien und Zimbabwe.

### Asiatische Staaten

#### Bangladesch
In Bangladesch ertranken zwei Kinder, weil ein Boot in stürmischer See gekentert war. Nach Berichten des Roten Halbmondes wurden nur relativ geringe Schäden gemeldet, allerdings seien die Telekommunikationsverbindungen abgeschnitten worden.

#### Indien

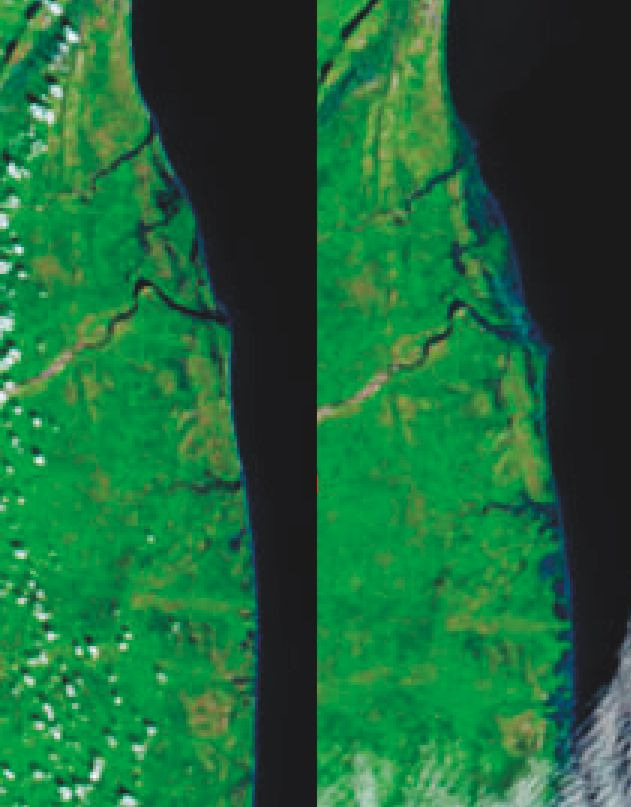
Indische Ostküste, MODIS
Im rechten Bild sind die blauen Überschwemmungsgebiete an der Küste zu erkennen

Indien war neben Sri Lanka und Indonesien mit 16.389 Toten und Vermissten am schwersten betroffen, 647.599 Menschen wurden obdachlos.
Auf den Andamanen und Nikobaren gab es 3.500 Tote, mehr als 25.000 Personen wurden obdachlos.
Es gab keine bestätigten Berichte über tote Ausländer oder Touristen („The Hindu“, 29. Dezember 2004). Im Gegensatz zu ersten Spekulationen von Nachrichtenagenturen, dass möglicherweise ganze Stämme auf den Inseln ausgelöscht wurden, berichteten die Teams der Anthropological Survey of India (ASI), die mit Booten zu den Andamanen gefahren waren, dass die Ureinwohner dort die Zeichen der Natur richtig gedeutet hätten und in die höher gelegenen Gebiete geflohen seien. Nach den Angaben der Forscher soll es unter den Ureinwohnern nur einige Tote geben.
Andere Quellen berichteten bezüglich der Ureinwohner der Nikobaren jedoch, dass viele der auf diesen Inseln beheimateten Stämme durch das Beben fast alle Alten und Kinder verloren haben, da diese sich während der Flutwelle in den Dörfern am Strand aufhielten, während alle arbeitsfähigen Männer und Frauen im höheren Inselinneren die Felder der Dörfer bestellten. Dadurch soll ein Großteil ihrer Kultur verloren gegangen sein, da mit den Dorfältesten auch ihr kulturelles Wissen starb.
Allein 7.793 Tote (Stand: 4. Juni 2005) soll es im Bundesstaat Tamil Nadu gegeben haben. In Chennai (ehemals Madras) kamen 206 Menschen um. Es wurden die Hütten von etwa 1.500 Fischern und deren Angehörigen zerstört. In Cuddalore ertranken fast 600 Menschen. Am schlimmsten betroffen war jedoch der Distrikt Nagapattinam, wo die Wellen eine Höhe von etwa sechs Metern erreichten. Allein hier kamen etwa 5.500 Menschen um. Luftbilder, Bilder, Texte und Hilfsmaßnahmen kamen aus dem Distrikt, der mit fast 1000 Toten schwer betroffen war.
Die indische Regierung kündigte ein Hilfspaket von umgerechnet 482 Millionen Euro für die betroffenen Küsten an. Indien lehnte ausländische Hilfe ab, da es laut offizieller Stelle allein mit den Problemen fertig werde.

#### Indonesien
Durch die Regierung in Indonesien offiziell bestätigt sind 131.029 Todesopfer. Allein in der Provinzhauptstadt Banda Aceh kamen über 25.000 Menschen um.
In Meulaboh, einer weiteren Stadt mit etwa 120.000 Einwohnern, kamen durch sechs Meter hohe Fluten mehr als 40.000 Menschen um.
Indonesien ist damit das am stärksten betroffene Land des Erdbebens und der Tsunamis. Lange Zeit ging man von mehr als 220.000 Todesopfern aus, allerdings wurden die Vermisstenzahlen stark nach unten korrigiert.
In der Provinz Aceh herrschte bis 2005 Bürgerkrieg, wenn auch beide Parteien angesichts der Katastrophe sofort einen Waffenstillstand vereinbarten. Die Region ist von der indonesischen Regierung vollkommen isoliert worden, was die Hilfsarbeiten enorm erschwerte. Zwar wurde die Region für Hilfsaktionen geöffnet, doch auch ein Jahr nach dem Beben waren noch über 180.000 Menschen obdachlos.
Inzwischen wurde vor der indonesischen Küste ein deutsches Frühwarnsystem installiert. Dieses System liefert Daten in Echtzeit und sichert deswegen schnellstmögliche Vorwarnzeiten. Das System wurde in der Region des Sundabogens installiert, der geologisch sensibelsten Region, in der auch das Erdbeben von Weihnachten 2004 seinen Ursprung hatte.

#### Malaysia
Es war auch die malaysische Urlaubsinsel Penang betroffen, an den Stränden wurden 68 Menschen von den Flutwellen ins Meer gerissen. Unter den Toten waren auch Ausländer.
Auf der Inselgruppe Pulau Langkawi gab es laut Channel News Asia einen Toten.

#### Malediven
Zwei Drittel der Malediven-Hauptinsel Malé wurden überflutet und der internationale Flughafen der Malediven vorübergehend geschlossen. Einige Atolle wurden vollständig überflutet, Gebäude ins Meer gespült und der Notstand ausgerufen. Auf den Malediven gab es nach Behördenangaben mindestens 80 Todesopfer. Nach Informationen vom 30. Dezember 2004 wurde die gesamte Infrastruktur auf 13 der 202 von Einheimischen bewohnten Inseln zerstört. Insgesamt 29 von 87 Resortinseln trugen Schäden davon, 23 waren vorübergehend geschlossen, von denen sechs erhebliche Zerstörungen erlitten. Nach Informationen vom 10. Januar 2005 waren neun Inseln der Malediven nicht mehr bewohnbar.

#### Myanmar
In Myanmar, ehemals Birma, sind einem UN-Bericht zufolge 61 Menschen ums Leben gekommen. Betroffen ist die südöstliche Küste des Landes, am stärksten betroffen waren die Tanintharyi-Division sowie das Irrawaddy-Delta. Es gibt jedoch nur wenige Nachrichten aus Myanmar, da das herrschende Militärregime alle Nachrichtenströme zensiert. Das Welternährungsprogramm der Vereinten Nationen befürchtete, dass viel mehr Todesopfer zu beklagen waren als offiziell zugegeben. Hunderte Fischer sollen umgekommen sein.

#### Singapur
In Singapur selbst gab es keine Verletzten und die Insel war vom Beben nur leicht betroffen. Jedoch wurden neun Todesopfer singapurischer Nationalität in Sri Lanka und Phuket bestätigt.

#### Sri Lanka

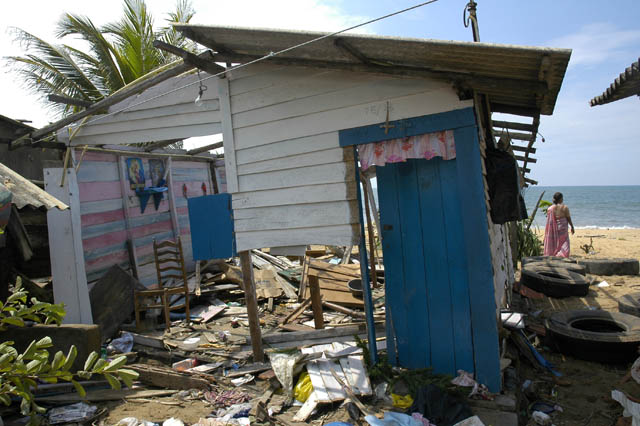
Zerstörtes Haus bei Mount Lavinia (Sri Lanka)

Sri Lanka war von der Naturkatastrophe sehr stark betroffen.
Die Behörden gehen von etwa 31.000 bis 38.000 Todesopfern aus. Besonders betroffen waren der Osten und der Süden der Insel:
- Jaffna (2.900 Opfer),
- Puttalam (4 Opfer),
- Vavuniya (109 Opfer),
- Gampaha (7 Opfer),
- Colombo (65 Opfer),
- Kalutara (170 Opfer),
- Trincomalee (947 Opfer),
- Matara (1.061 Opfer),
- Batticaloa (2.254 Opfer),
- Mullaitivu (2.000 Opfer),
- Hambantota (4.500 Opfer),
- Galle (3.941 Opfer),
- Ampara (10.436 Opfer),
- Kilinochchi (560 Opfer).

Die Flutwelle löste auch den Eisenbahnunfall von Peraliya aus, der mit weit mehr als 1.000 Todesopfern unter den Passagieren und Bahnmitarbeitern als schwerstes Zugunglück der Geschichte gilt.
Ein besonderes Problem ergab sich aus den 2.000.000 Antipersonenminen, die im Bürgerkrieg zwischen der Regierung und der nach Autonomie strebenden Tamilen-Bewegung am Strand vergraben und nun aus dem Boden herausgespült wurden. Bereits als minenfrei markierte Gebiete stellten nun potenziell wieder eine Gefahr dar.

#### Thailand
In Thailand war insbesondere die touristisch erschlossene Küste an der Andamanensee von den Flutwellen betroffen, insbesondere die Urlauberzentren Khao Lak und Ko Phuket sowie die Insel Ko Phi Phi. 407 Dörfer wurden überflutet, von denen 47 völlig zerstört wurden.
Die Zahl der Todesopfer wird auf über 8.000 geschätzt, darunter etwa ein Drittel ausländische Touristen. Die regierungsamtliche Schätzung liegt bei 5.395 Toten und 2.932 Vermissten. Der wirtschaftliche Gesamtschaden wird von der Weltbank auf zwei Milliarden Dollar taxiert.
Anders als die meisten übrigen betroffenen Länder bat die thailändische Regierung nach dem Tsunami nicht offiziell um internationale Unterstützung, die von der Regierung geleiteten Hilfsmaßnahmen wurden jedoch insgesamt als effektiv bewertet.

### Afrikanische Staaten

#### Kenia
An der ostafrikanischen Küste Kenias gab es ein Todesopfer, einen Schwimmer des kenianischen Ferienresorts Malindi.
Nach Aussagen von Augenzeugen soll der Meeresspiegel plötzlich um mindestens zwei Meter angestiegen sein, die Welle überschwemmte die Strände. Zum Glück für die vielen Strandurlauber aus den kenianischen Städten konnten die Sicherheitskräfte noch rechtzeitig für die Evakuierung der meisten Strände sorgen.

#### Seychellen
Auf den Seychellen gab es drei Todesopfer beim Kentern eines Fischerbootes. Da die Seychellen überwiegend von Korallenriffen umgeben sind, richtete die Flutwelle hier nur geringe Sachschäden an. Auf der Hauptinsel Mahé gab es minimale Überschwemmungen, da der Wasserpegel im Bereich des Hafens von Victoria kurzfristig um einen Meter anstieg. Weiterhin zerstörte die Flutwelle Straßen und Brücken in einigen Gebieten von Praslin und La Digue.

#### Somalia
Der Sprecher des Präsidenten bestätigte die Bergung von über 200 Leichen; mindestens 150 Menschen wurden vermisst. Die Küstenstadt Hafun wurde vollständig zerstört. Nach Angaben des UN World Food Programme (WFP) unter Berufung auf somalische Regierungsstellen benötigten 30.000 bis 50.000 Somalis in den küstennahen Städten der Region Puntland Hilfe.

#### Tansania
Der Polizeisprecher von Daressalam bestätigte zehn Tote. Eine unbekannte Zahl weiterer Menschen werde auf See vermisst.

### Abhängige Gebiete

#### Réunion
Auf der zu Frankreich gehörenden Insel La Réunion (östlich von Madagaskar) kam es zu Sachschäden. Todesfälle sind nicht bekannt geworden.

#### Chagos-Archipel (Diego Garcia)
Auf dem Chagos-Archipel (südlich der Malediven), einem Britischen Territorium im Indischen Ozean, auf dessen größter Insel Diego Garcia eine Militärbasis der USA und Großbritanniens liegt, kam es laut Aussagen von Sprechern des Militärs zu keinerlei relevanten Schäden.

#### Cocos (Keeling) Islands
Die zu Australien gehörenden Kokosinseln (südlich des Bebens liegend) erreichte nur eine ca. 50 cm hohe Welle (Quelle: Australian Broadcasting Corporation).

### Todesopfer aus Nicht-Anrainer-Staaten

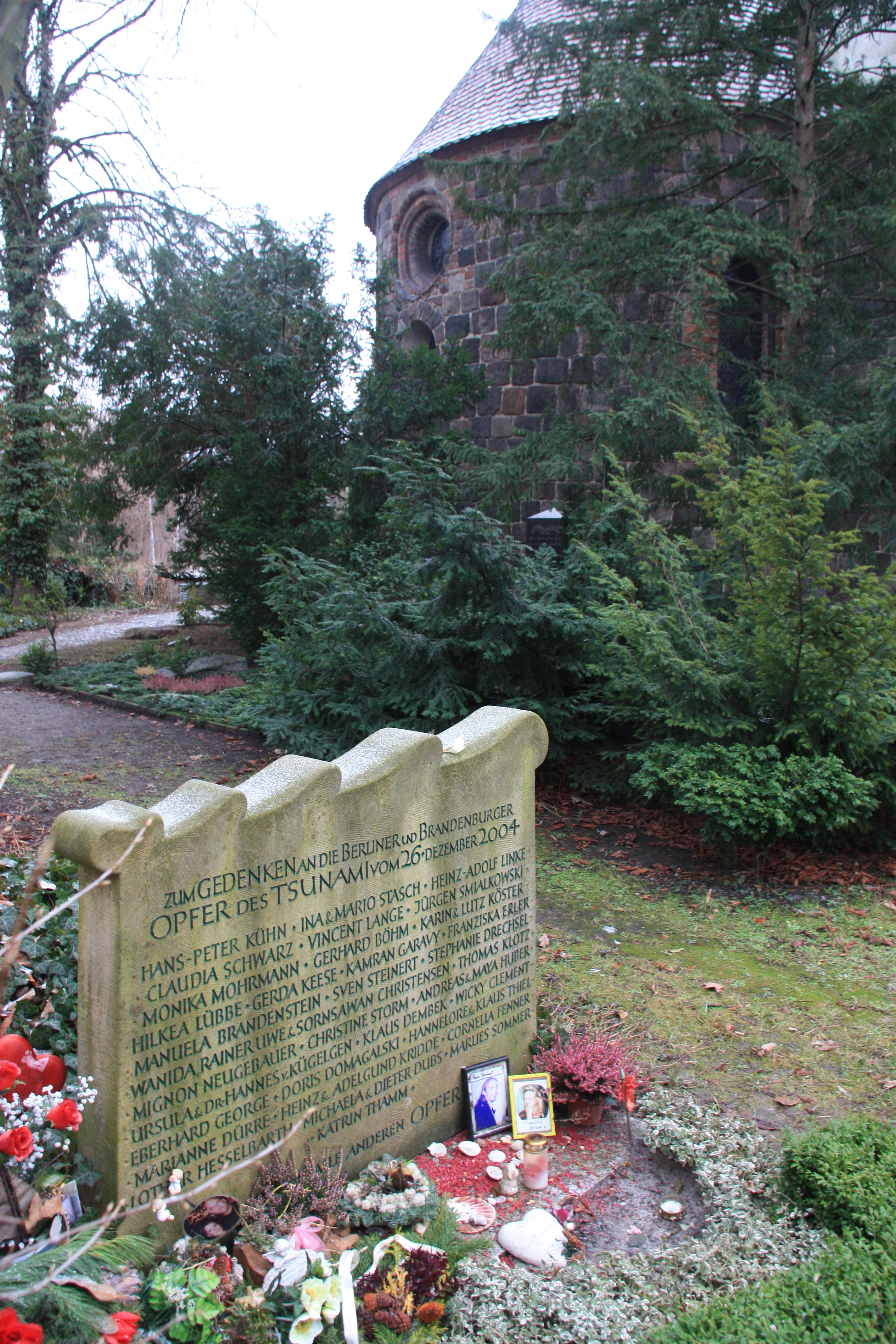
Gedenkstein für die Tsunami-Opfer aus Berlin und Brandenburg an der Dorfkirche Tempelhof

Bei dem Tsunami starben ca. 2.240 Personen aus Nicht-Anrainer-Staaten. Dabei handelte es sich überwiegend um Urlauber aus Industriestaaten. Besonders betroffen waren Schweden und Deutschland. 537 Todesopfer aus Deutschland wurden identifiziert.
Unter den Todesopfern befanden sich unter anderem die deutsche Schauspielerin Manuela Brandenstein, der australische Australian-Rules-Footballer Troy Broadbridge, der norwegische Jazzmusiker Sigurd Køhn, der Schweizer Schriftsteller Otto Marchi, der finnische Musiker Aki Sirkesalo, der norwegische Schauspieler und Musiker Are Storstein, der schwedische Musiker Mieszko Talarczyk, der britische Journalist und Schriftsteller Robert Whymant, sowie die australische Schauspielerin Audrey Jane Holland (Ehefrau von Leo McKern), die gemeinsam mit ihrer Urenkelin Lucy Holland und der Frau ihres Enkels, Jane Attenborough (Tochter von Richard Attenborough), verstarb.

### Seuchen
Als Folge der vielen Todesopfer in Verbindung mit dem heißen Klima wurde der Ausbruch von Seuchen wie Typhus oder Cholera befürchtet. Daher wurden vielerorts Massengräber ausgehoben und Leichen verbrannt.
Zu den anderen häufig auftretenden Problemen zählten Lungenentzündungen durch das Eindringen verschmutzten Wassers in die Atemwege und Sepsis, weil Wunden in einem feuchtwarmen Klima infektionsgefährdeter sind.

### Ökologische Schäden
Neben den Todesopfern und Schäden an der Infrastruktur hat der Tsunami auch langfristige ökologische Schäden verursacht. So schien es bei den Korallenriffen, die als natürliche Wellenbrecher fungieren, vor der thailändischen Küste schwere Schäden zu geben. Vor Thailand wurden etwa 10 % der untersuchten Riffe durch den Wasserdruck und mitgeführte Trümmerstücke geschädigt. Problematisch war auch der aufgewirbelte Schlamm, der die Korallen bedeckte. Mit einer möglichen Erholung war, wenn überhaupt, erst nach Jahren zu rechnen. Auch die ebenfalls schützenden Mangrovenwälder an einigen Küsten wurden geschädigt. Sie sind jedoch zu einer weit schnelleren Regeneration fähig. Betroffen wurden daneben Nistgebiete von Meeresschildkröten wie der Lederschildkröte.

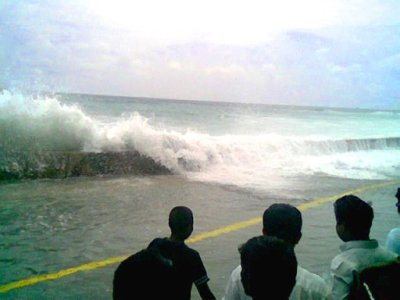
Großer Tsunami von 2004 beim Auftreffen auf die maledivische Küste

Der schwerwiegendste Langzeitschaden entstand durch das weitgehende Abtragen des Humus in den überfluteten Gebieten. Betroffen sind 250 bis 3.000 Meter breite Küstenstreifen, deren oft nur 30 Zentimeter dicke Humusschicht mitsamt vielen nicht tief wurzelnden Pflanzen fortgerissen wurde. Zurück bleibt meist nährstoffarmer, rötlicher Lateritboden aus Ton, Aluminium- und Eisenoxid. Da der Kreislauf aus Pflanzen, abgestorbenen Pflanzenteilen und Humusbildung zunächst unterbrochen ist, wird es vermutlich Jahrzehnte dauern, bis sich ähnliche Artengemeinschaften eingestellt haben, wie sie vor der Katastrophe vorhanden waren. Die Landwirtschaft ist durch den Oberbodenabtrag ebenfalls stark betroffen, von mittelfristig geringeren Ernten muss ausgegangen werden; bodenverbessernde Maßnahmen wie Eintrag organischen Materials und von Nährstoffen können die Situation verbessern, erfordern aber teilweise finanzielle Hilfe.

### Kulturelle Schäden
In einigen betroffenen Regionen sind historische Bauwerke, Schulhäuser, Museen, Archive und andere Kulturgüter zerstört oder beschädigt worden. Nach den Not- und Rettungsmaßnahmen und parallel zu den allgemeinen Wiederaufbauarbeiten versuchten nationale und regionale Behörden mit der Unterstützung externer Fachorganisationen, zum Beispiel der UNESCO, die kulturellen Verluste zu erfassen.

## Kritik am Fehlen eines Vorwarnsystems und Umsetzung dessen
Experten kritisierten nach dem Beben, dass es im Indischen Ozean kein Tsunami-Warnsystem gab, wie es im Pazifischen Ozean zu diesem Zeitpunkt bereits existierte. Ihren Angaben zufolge hätten mit einem solchen Warnsystem einige tausend Menschen gerettet werden können. Die Tatsache, dass das pazifische Tsunami-Warnzentrum auf Hawaii bereits Minuten nach dem Beben eine Flutwelle voraussagte, half niemandem. In den Ländern fehlten sowohl mögliche Ansprechpartner als auch Kommunikationsinfrastrukturen. Bei Nachbeben in der Region konnten die Behörden dank der verstärkten Aufmerksamkeit jedoch Warnungen schneller verbreiten.
Kurz nach der Katastrophe bot die Bundesrepublik Deutschland technische Unterstützung bei der Entwicklung und dem Aufbau eines Tsunami-Frühwarnsystems im Indischen Ozean an. Dieses German Indonesian Tsunami Early Warning System nahm im November 2008 den Betrieb auf.

## Internationale Hilfen

### Kommunikation
Vielerorts waren sämtliche Kommunikationsverbindungen mehrere Tage unterbrochen. Funkamateure nahmen unmittelbar nach der Katastrophe den Notfunkbetrieb auf und leiteten Notrufe sowie Lagemeldungen und später auch Nachrichten Überlebender an Angehörige weiter.

### Direkte Katastrophenhilfe und Rückholung von Touristen
Schweden, Finnland und Norwegen flogen bereits am 27. Dezember mehr als 3.500 Urlauber aus dem Katastrophengebiet aus. Botschaftsangehörige befanden sich am Morgen des 27. Dezember am Flughafen von Phuket und halfen ihren Bürgern, insbesondere mit der Ausstellung von Ersatz-Reisepässen für Urlauber, die ihre Papiere durch den Tsunami verloren hatten. Der damalige finnische Staatspräsident stellte das Präsidentenflugzeug zur Verfügung, mit dem Verletzte nach Helsinki gebracht wurden.
Das deutsche Verteidigungsministerium entsandte den Einsatzgruppenversorger (EGV) Berlin, mit einem Marine-Einsatz-Rettungszentrum (MERZ), das wie ein kleines Krankenhaus ausgerüstet ist und 45 Patienten aufnehmen kann. Beamte des BKA und Sanitätsoffiziere der Bundeswehr waren vor Ort, um bei der Identifizierung der Opfer zu helfen.
Die Bundeswehr entsandte am 29. Dezember einen MedEvac-Airbus A310 zur intensivmedizinischen Versorgung und Rückholung deutscher Touristen in das betroffene thailändische Phuket. Insgesamt wurden auf drei Flügen 130 vornehmlich deutsche Personen aus dem Katastrophengebiet ausgeflogen. Ein weiterer Airbus A310 MRT wurde mit der MedEvac-Konfiguration ausgestattet und war Mitte der ersten Januarwoche einsatzbereit. Darüber hinaus wurde durch das Kommando Schnelle Einsatzkräfte Sanitätsdienst (Kdo SES) in Banda Aceh ein Rettungszentrum leicht aufgebaut und in Betrieb genommen.
Dort versahen 120 deutsche Bundeswehrsoldaten ihren Dienst, die eng mit dem EGV „Berlin“ zusammenarbeiteten. In dem Rettungszentrum leicht (RZ le) gab es neben einer Notaufnahme auch einen OP und Möglichkeiten zur Intensivpflege. In einer Pressekonferenz am 29. Dezember kündigte Bundeskanzler Schröder an, dass bei Bedarf weitere Einheiten der Bundeswehr – nötigenfalls auch für längere Zeit – im Katastrophengebiet eingesetzt werden sollen. Insbesondere der Aufbau und Betrieb von Trinkwasseraufbereitungsanlagen soll von Soldaten übernommen werden, um die Arbeit ziviler Hilfsorganisationen zu ergänzen und den großen Bedarf zu decken. Diese Zusage wurde realisiert und in Anspruch genommen.
Das deutsche Technische Hilfswerk (THW) war ab dem 27. Dezember mit einem dreiköpfigen Erkundungsteam in Sri Lanka. Ab dem 28. Dezember war die SEEBA mit 19 Helfern in Phuket, Thailand, um dort die Bergungsarbeiten zu unterstützen. Im Distrikt Galle, Sri Lanka, hielten sich 16 Helfer der SEEWA auf, um dort zwei Trinkwasseraufbereitungsanlagen zu betreiben. 23 Helfer wurden am 31. Dezember auf die Malediven gesandt, um dort die Trinkwasserversorgung mit mobilen Geräten sicherzustellen und zerstörte Infrastruktur wieder in Stand zu setzen. Ein weiteres Team mit 42 Helfern war ab dem 7. Januar in Banda Aceh und Seulimum mit mehreren Trinkwasseraufbereitungsanlagen mit einer Kapazität von mehr als 200.000 Litern und zur Instandsetzung der zerstörten Infrastruktur im Einsatz, wobei insbesondere die Trinkwasserversorgung der Bevölkerung, der Flüchtlinge und des zentralen Krankenhauses in Banda Aceh sichergestellt wurde.
Die Regionalärztin Kairo des Auswärtigen Amtes wurde nach Thailand entsandt und sorgte innerhalb von drei Tagen vor Ort für die Evakuierung von etwa 300 Schwerstverletzten mit einer Maschine der Bundesluftwaffe. Sowohl LTU als auch Lufthansa und Condor starteten Hilfs- und Rückführungsflüge von Touristen in und aus der Region. Es wurden dabei Hilfsgüter hin- und Verletzte sowie betroffene Touristen ausgeflogen. Angestellte des Medizinischen Dienstes der LTU, Lufthansa sowie des Frankfurter Flughafens wurden vom Krisenstab des Auswärtigen Amtes in diese Aktionen eingebunden. So waren Ärzte von Fraport und Lufthansa vor Ort; CISM-Teams betreuten u. a. betroffene Passagiere. Crewmitglieder, welche auf diesen Evakuierungsflügen eingesetzt worden waren, wurden von CISM-Teams betreut.

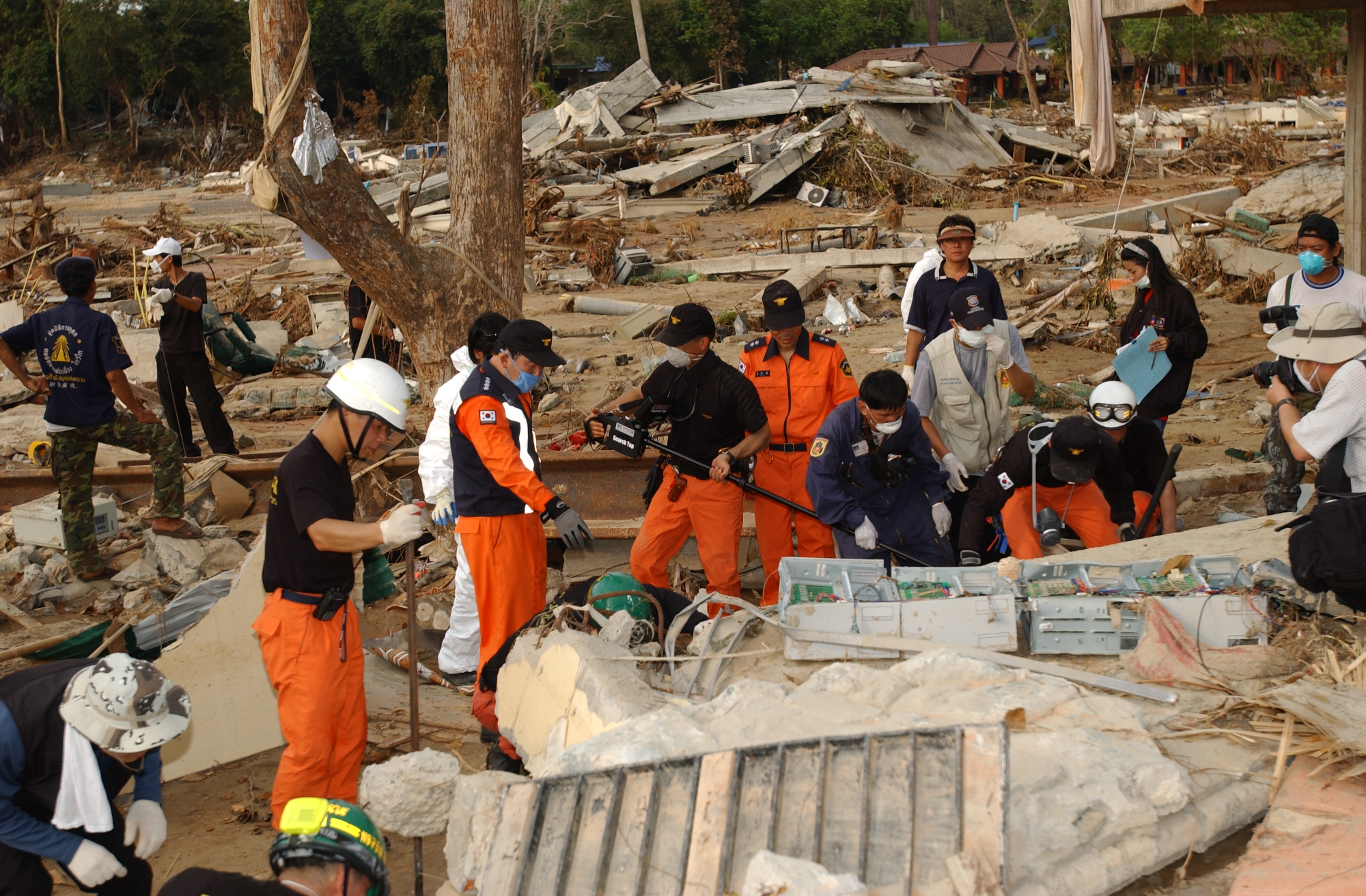
Südkoreanische Armeeangehörige bei Aufräumarbeiten in Thailand

Mitarbeiter von Caritas, der Diakonie Katastrophenhilfe und Malteser Hilfsdienst organisierten erste Hilfen wie Nahrungsmittel, Trinkwasser, Hygieneartikel und Notunterkünfte für 50.000 Opfer in den südindischen Bundesstaaten Tamil Nadu und Andhra Pradesh. Auch auf Sri Lanka und in Thailand sind die lokalen Partner vor Ort, jetzt allerdings um Wiederaufbau zu leisten.
Großbritannien entsandte Identifikationsexperten von Scotland Yard sowie mehrere hundert Soldaten in die Region, insbesondere nach Sri Lanka. Die Royal Air Force begann am 27. Dezember mit dem Ausfliegen von Touristen, unter anderem mit vier Aeromed (MedEvac) Lockheed-Tristar Flugzeugen sowie gecharterten russischen Transportflugzeugen. Zudem traf am 2. Januar ein Flottenverband der Royal Navy mit Hilfsgütern, technischem Gerät und Hubschraubern vor der Küste Sri Lankas ein.
Die Republik Österreich entsandte Polizisten und Rettungsleute nach Thailand und Sri Lanka, die bei der Vermisstensuche und Heimholung der Verletzten helfen sollten, sowie Cobra-Leute und Gerichtsmediziner zur Hilfe bei der Identifizierung von Personen. Ebenfalls schickte das Bundesheer ein AFDRU Kontingent nach Sri Lanka, das mit Trinkwasseraufbereitungsanlagen und Sanitätern die dortige Bevölkerung unterstützte. Das Österreichische Rote Kreuz sowie der ASB schickten am 27. und 28. Dezember eine Fact Finding Mission in das Katastrophengebiet, um vorerst den österreichischen Touristen zu helfen und in der Folge weitere Hilfsmöglichkeiten auszuloten. Speziell auf dem Gebiet der Trinkwasseraufbereitung war das Rote Kreuz tätig. Das Internationale Komitee vom Roten Kreuz (IKRK) in Genf lieferte eine Datenbank, in der alle Vermissten namentlich gelistet werden mussten, ehe nach ihnen gesucht werden konnte.
Die Schweizerische Rettungsflugwacht Rega hat in Zusammenarbeit mit diversen Versicherungen über 60 Patienten aus Thailand und Sri Lanka repatriiert. Das Schweizerische Korps für humanitäre Hilfe (früher Schweizerisches Katastrophenhilfekorps genannt) hat unter der Leitung der Direktion für Entwicklung und Zusammenarbeit (DEZA) der Schweizer Außenministeriums am 28. Dezember Expertenteams und medizinisches Material nach Indien, Sri Lanka und Thailand geschickt. Die Expertenteams sollten abklären, welche weiteren Spezialisten (Ärzte, Psychologen, Hundestaffeln, Bauspezialisten etc.) vor Ort benötigt wurden.

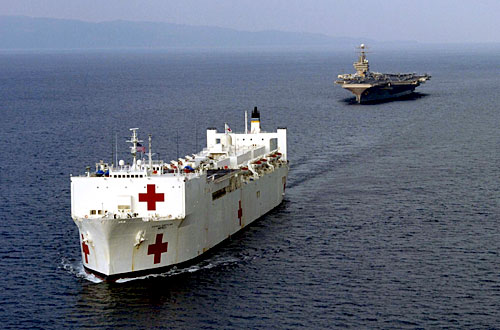
Die Abraham Lincoln folgt dem Lazarettschiff Mercy im Februar 2005, im Küstengebiet des Indischen Ozeans

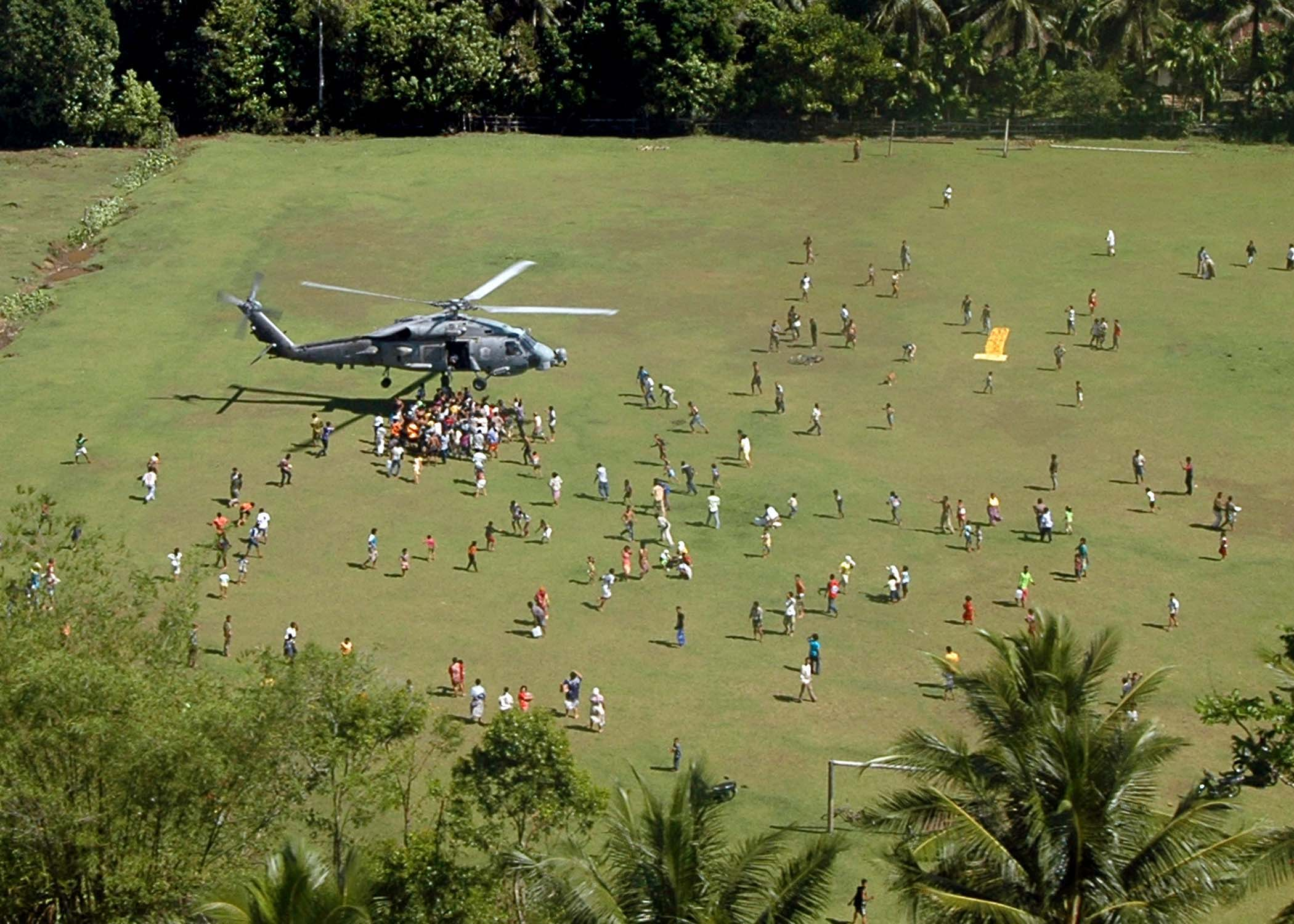
US-Hubschrauber, des Carrier Air Wing Two im Rahmen der US-amerikanischen Operation Unified Assistance, bei der Verteilung von Lebensmitteln nach dem Tsunami in Südostasien.

Die USA beorderten die Flugzeugträgergruppe um die Abraham Lincoln von Hong Kong aus nach Sumatra, wo ab dem 2. Januar 2005 die Soldaten und die Hubschrauber bei der Versorgung der Bevölkerung halfen. Ein weiterer Schiffsverband wurde in die Umgebung von Sri Lanka beordert. Die medizinischen Einrichtungen auf den Schiffen (OPs auf Flugzeugträger etc.) konnten die Spitäler in der Gegend entlasten.

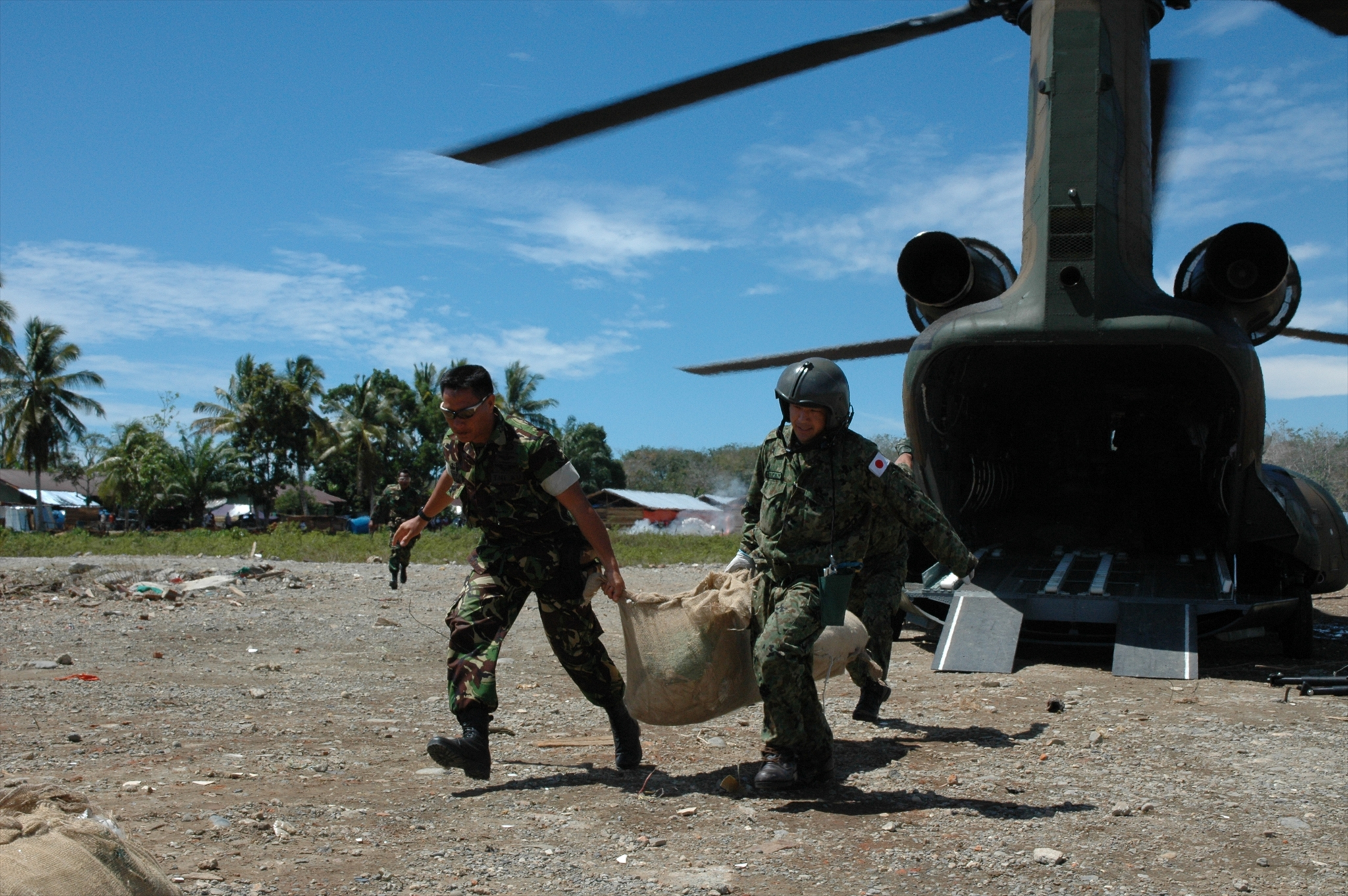
Soldaten der japanischen Bodenselbstverteidigungsstreitkräfte bei der Hilfsmission nach dem Tsunami

Japan entsandte verschiedene Einheiten seiner Selbstverteidigungsstreitkräfte in die Krisenregion. Das 20-köpfige Erkundungsteam hätte laut Regierung auf bis zu 800 Mitglieder erhöht werden können, so die Zusage des Staatschefs. Diese Kräfte wurden vollständig abbeordert und leisteten ihren Dienst.
Frankreich entsandte am 2. Januar 2005 den Hubschrauberträger Jeanne d’Arc ins Krisengebiet.
Die Organisation Ärzte ohne Grenzen (MSF) schickte ein Charterflugzeug mit 32 Tonnen Hilfsgütern von Ostende nach Sumatra. Die Lieferung beinhaltete medizinische und sanitäre Hilfsgüter, die für 30.000 bis 40.000 Menschen reichen mussten. Zudem reiste ein Notfallteam, bestehend aus sechs Personen, in die Region. Darunter waren Wasserexperten, Logistiker und Mediziner (Quelle: Kurier).
Am 28. Dezember brach die griechische Hilfsorganisation ESEPA nach Colombo auf, um gemeinsam mit weiteren Hilfsorganisationen Hilfsmaterial und Spendengüter zu überführen.
Ferner war das Greenpeace-Schiff Rainbow Warrior zur Unterstützung von Ärzte ohne Grenzen ab dem 4. Januar 2005 unterwegs an der Westküste von Sumatra, um deren Einsatz im Katastrophen-Gebiet auf Aceh logistisch zu unterstützen. Es brachte Nahrungsmittel, Helikopter-Treibstoff, medizinische Geräte, Medikamente, und medizinisches Fachpersonal in die schwer erreichbare Krisenregion.

### Finanzielle Unterstützung durch Geberstaaten und Institutionen
Die folgenden Angaben stammen aus unbekannten Quellen. Es ist zu berücksichtigen, dass es sich teilweise um grobe Schätzungen handeln muss und zudem zwischen anfänglich zugesagten und tatsächlich geflossenen Hilfsgeldern unterschieden werden muss.
| Land/Institution              | Beträge in Millionen Euro | Beträge in Millionen Euro | Beträge in Millionen Euro |               |
| Land/Institution              | staatlich                 | privat                    | insgesamt                 | Anteil am BIP |
| Internationaler Währungsfonds | 735                       | –                         | 735                       |               |
| Australien                    | 600                       | 45                        | 645                       |               |
| Deutschland                   | 500                       | 502,5                     | 1002,5                    | 0,04 %        |
| Europäische Kommission        | 500                       | –                         | 500                       |               |
| Japan                         | 370                       | k. A.                     | 370                       |               |
| Kanada                        | 324,08 (425 USD)          | 93,61 (123 USD)           | 447                       | 0,05 %        |
| Vereinigte Staaten            | 260 (350 USD)             | 152,30 (200 USD)          | 412                       |               |
| Niederlande                   | 230                       | 115                       | 345                       |               |
| Großbritannien                | 73,06 (96 USD)            | 143,84 (189 USD)          | 216                       |               |
| Weltbank                      | 190,26 (250 USD)          | –                         | 190                       |               |
| Norwegen                      | 135                       | 41                        | 175                       | 0,085 %       |
| Asian Development Bank        | 133,18 (175 USD)          | –                         | 133                       |               |
| Kuwait                        | 76,05 (100 USD)           | k. A.                     | 76                        |               |
| Italien                       | 112 (146 USD)             | 69,05                     | 181                       |               |
| Schweden                      | 59                        | 40                        | 99                        |               |
| Frankreich                    | 49                        | 45                        | 94                        |               |
| Vereinigte Arabische Emirate  | 30                        | 62,36                     | 92                        |               |
| Schweiz                       | 17,3                      | 143 (224 CHF)             | 160                       |               |
| Österreich                    | 8,8 (urspr. zugesagt: 50) | 20                        | 28,8                      |               |
| und weitere Länder            |                           |                           |                           |               |
| gesamt                        | ≈ 4,8 Mrd.                | >> 1,5 Mrd.               | 6,3 Mrd.                  |               |

### Unterstützung durch Privatspenden
Nach der Katastrophe gingen alleine aus Deutschland Privatspenden in Höhe von 670 Millionen Euro für die Tsunami-Opfer ein.

## Identifizierung der Todesopfer in Thailand
Die Internationale Föderation der Rotkreuz- und Rothalbmondgesellschaften leiteten die „Hilfseinsätze bei nicht-kriegerischen Einsätzen, zum Beispiel bei Naturkatastrophen“ internationalen Ausmaßes, koordinierten die Hilfe und übernahmen die Aufgabe, eine Datenbank zur Registrierung aller Vermissten zu verwalten. Sie wurden unterstützt von der halbamtlichen Organisation THAICAREYOU, über die anhand von Kleidung und Detailzusammenführung die mögliche Identität der Todesopfer ermittelte.
Die Ergebnisse wurden dann an die aus Polizeikräften bestehenden Identifizierungskommissionen vor Ort weitergegeben. Über DNA-Proben und den Abgleich des Zahnstatus (angefordert beim Zahnarzt der Opfer über die Angehörigen oder Suchpaten) konnte die Identität oft zweifelsfrei bestätigt werden. Dann wurde dies an das ICRC zurückgemeldet, das dann direkt oder über Regierungsstellen die Verständigung der Angehörigen und Freunde übernahm. Viele angeschlossene Hilfsdienste unterstützten privat und ehrenamtlich die Ermittlungsbehörden vor Ort.

## Spielfilme und Filmdokumentationen
- 2006 erschien der Fernsehfilm Tsunami – Die Killerwelle, der vom Tsunami vom 26. Dezember 2004 und dessen Folgen in der thailändischen Region erzählt. Er ist eine Co-Produktion von HBO und BBC.[48]
- Juan Antonio Bayona thematisiert in dem 2012 erschienenen melodramatischen Kinofilm The Impossible die Erlebnisse der Spanierin María Belón und ihrer Familie während des Tsunamis.
- National Geographic Deutschland veröffentlichte mit Der Tsunami 2004 die siebte Folge der dritten Staffel von Sekunden vor dem Unglück auf YouTube, Laufzeit: 50 min.[49]
- Die Ausstrahlung der deutschen Fernsehserie Die zweite Welle fand im Dezember 2023 im ZDF statt.
- Spiegel TV produzierte für RTL+ mit Tsunami 2004 eine Filmdokumentation, die im Jahr 2024 veröffentlicht wurde.[50]
- Zum 20-jährigen Jahrestag der Katastrophe erstellten Sonja von Behrens und Dirk Kämper für das ZDF eine Dokumentation in der Dokumentationsreihe Terra X History mit dem Titel Überlebt! Tsunami 2004 (Erstausstrahlung im ZDF am 26. November 2024).[51][52] Darin erzählen viele Zeitzeugen, insb. deutschsprachige, über ihre Erlebnisse 2004 in den betroffenen Regionen, u. a. die Schauspielerin Natalia Wörner, die damals in Khao Lak, einer vom Tsunami schwer betroffenen touristischen Region in Thailand, Urlaub machte. Wissenschaftler erläutern zusätzlich zu den persönlichen Schilderungen die Entstehung des Tsunamis, wie sich die Naturkatastrophe ereignen konnte und welche Kräfte dabei freigesetzt wurden. Zudem werden Möglichkeiten aufgezeigt, wie man Risikogebiete besser vor solchen Katastrophen schützen kann, aber auch dargestellt, woran eine frühzeitige Warnung scheiterte.[53][54]